# Alfred-Nobel-Gedächtnispreis für Wirtschaftswissenschaften

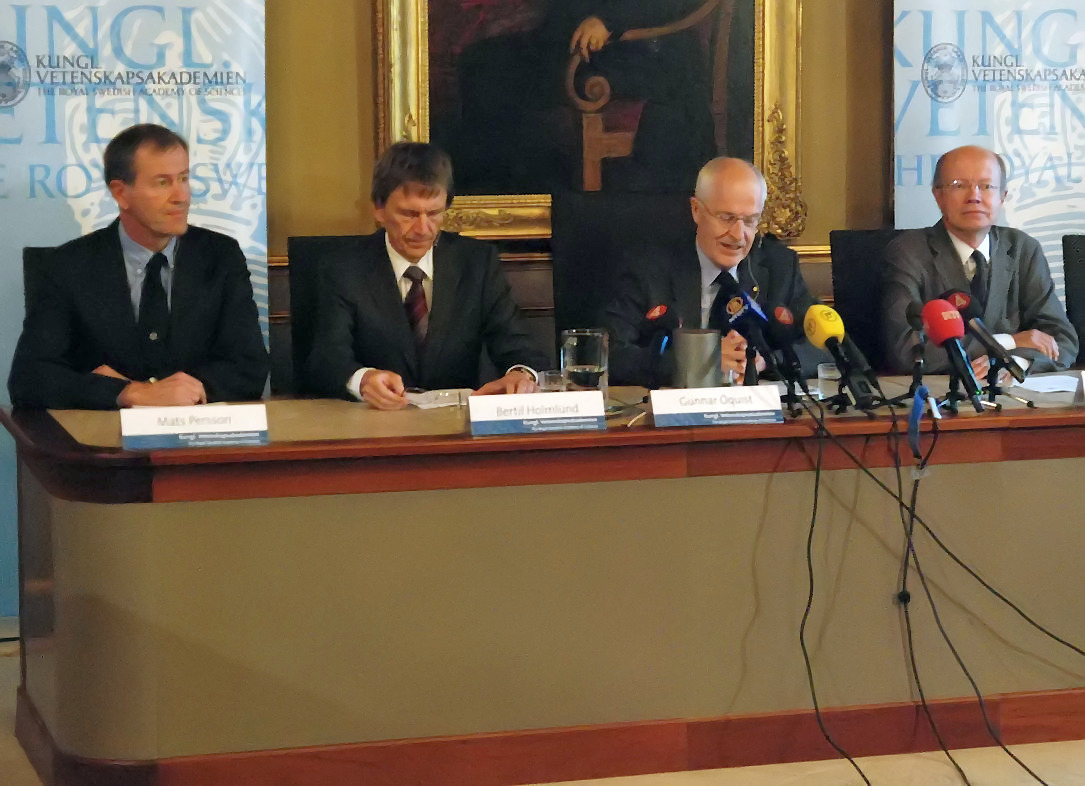
Bekanntgabe des Preisträgers 2008

Der Alfred-Nobel-Gedächtnispreis für Wirtschaftswissenschaften (schwedisch Sveriges riksbanks pris i ekonomisk vetenskap till Alfred Nobels minne, wörtlich „Preis der Schwedischen Nationalbank in Wirtschaftswissenschaft in Erinnerung an Alfred Nobel“) ist ein 1968 von der Schwedischen Nationalbank anlässlich ihres 300-jährigen Bestehens gestifteter und 1969 erstmals verliehener Preis, der als der renommierteste im Bereich der Wirtschaftswissenschaften gilt. Da er jährlich zusammen mit den Nobelpreisen verliehen wird und mit der gleichen Preissumme dotiert ist, wird er im allgemeinen Sprachgebrauch als Nobelpreis für Wirtschaftswissenschaften oder Wirtschaftsnobelpreis bezeichnet; eine offizielle deutsche Bezeichnung existiert nicht.
Der Preis ist aus verschiedenen Gründen umstritten. Insbesondere die annähernde Gleichstellung mit den Nobelpreisen wirft die Frage auf, ob der Preis im Sinne Nobels ist und ob es angemessen ist, den Wirtschaftswissenschaften eine solche herausragende Stellung zu geben.

## Allgemeine Vergaberichtlinien
Laut den Statuten soll der Preis jährlich an eine Person gehen, die ein wirtschaftswissenschaftliches Werk verfasst hat, das von so großer Bedeutung ist, wie es Alfred Nobel in seinem Testament vom 27. November 1895 dargelegt hat. Bei Nominierung, Beschluss und Übergabe sollen die Richtlinien des Nobelpreises angewandt werden, soweit diese zutreffen.
Verliehen wurde der Preis zum ersten Mal im Jahr 1969; die ersten Preisträger wurden am 27. Oktober 1969 bekanntgegeben.
Sylvia Nasar schrieb in ihrem Buch A Beautiful Mind, dass nach den Diskussionen um die Vergabe an John Nash 1994 der Preis neu definiert wurde. Das machte es möglich, ihn auch an Forscher zu vergeben, die aus dem Bereich Politikwissenschaft, Psychologie oder Soziologie stammten. Dem widerspricht jedoch die genannte Bestimmung in den Statuten. Auch wurde der Preis seither immer für wirtschaftswissenschaftliche Leistungen verliehen.

### Nominierung
Nominierungsberechtigt sind
- Mitglieder der Königlich Schwedischen Akademie der Wissenschaften
- Mitglieder des Preiskomitees, das den Preisträger bestimmt
- Frühere Preisträger
- Wirtschaftswissenschaftsprofessoren aus den skandinavischen Ländern
- Professoren oder vergleichbare akademische Würdenträger an mindestens sechs anderen Hochschulen und Institutionen, die von der Akademie ausgewählt werden
- Weitere Wissenschaftler, die von der Akademie als geeignet angesehen werden

Die Entscheidung über die Auswahl der letzten beiden genannten nominierungsberechtigten Gruppen soll jedes Jahr bis Ende September getroffen werden.

### Auswahl
Für die Auswahl der Preisträger ist wie bei den Nobelpreisen in Physik und Chemie die Königlich Schwedische Akademie der Wissenschaften verantwortlich. Hierfür wird von der Akademie ein fünfköpfiges Preiskomitee gewählt. Dessen Mitglieder werden für eine Amtszeit von drei Jahren gewählt. Die Anzahl der möglichen Wiederwahlen ist begrenzt. Mitglieder, die mehr als 70 Jahre alt sind, dürfen nicht wiedergewählt werden.
Laut Nasar wurde die Zusammensetzung des Komitees nach 1994 derart geändert, dass nun zwei Nichtökonomen diesem Gremium angehören. Es gibt aber keine offizielle Regel in den Statuten hierzu. Sollte es eine solche ähnlich der sogenannten „Lex Buck“ beim Literaturnobelpreis geben, so wird sie nicht konsequent eingehalten. Derzeit (Stand 2016) sind vier von fünf Mitgliedern des Komitees Wirtschaftswissenschaftler, und auch der Sekretär des Komitees kommt aus dieser Fachrichtung.
Wie bei den Nobelpreisen kommt die Regel zum Einsatz, dass maximal drei Personen und zwei Leistungen prämiert werden. Die Empfehlung des Preiskomitees muss bis Ende September bei der Akademie eingereicht werden. Daraufhin sollen sich die Mitglieder der wirtschaftswissenschaftlichen Klasse (Abteilung) der Akademie bis Ende Oktober treffen und ihre Meinung hierzu abgeben.
Die endgültige Entscheidung soll dann von der Akademie bis Mitte November getroffen werden. Alle Mitglieder, die daran teilnehmen, erhalten eine Goldmedaille als Erinnerung daran.
Von der Möglichkeit, bei Fehlen eines geeigneten Kandidaten den Preis im darauffolgenden Jahr oder gar nicht zu vergeben, wurde bislang kein Gebrauch gemacht.

### Preisumfang
Das Preisgeld beläuft sich auf die gleiche Summe wie in einer der Kategorien des Nobelpreises. Für die Aufteilung im Falle von mehreren Preisträgern gilt dasselbe wie für den Nobelpreis. Ebenso sind eine Medaille und eine Urkunde Teil des Preises. Die Namen der Preisträger werden – wie auch beim Friedensnobelpreis – auf den Rand der Medaillen statt auf den Flächen eingraviert.

### Bekanntgabe
Die Bekanntgabe der Preisträger unterscheidet sich insofern von den originären Nobelpreisen, als der Wirtschaftspreis keinen festen Termin hat. Er wird häufig als letzter bekanntgegeben. Die Pressekonferenz zur Bekanntgabe findet erst am frühen Nachmittag statt, während die anderen Preise in der Regel am späten Morgen bekanntgegeben werden.

### Vorlesung
Wie die Nobelpreisträger sind die Empfänger dieses Preises dazu verpflichtet, eine Vorlesung über ihre Arbeit zu halten. Diese findet in der Regel am 8. Dezember in der Aula Magna der Universität Stockholm nach den entsprechenden Beiträgen der Nobelpreisträger in Physik und Chemie statt.

### Verleihung und Bankett
Die Verleihung erfolgt im Rahmen derselben Veranstaltung, in der auch den Nobelpreisträgern in Physik, in Chemie, in Physiologie oder Medizin und Literatur im Stockholmer Konzerthaus alljährlich am Todestag Nobels am 10. Dezember die Auszeichnung überreicht wird. Der Friedensnobelpreis wird in Oslo übergeben.
Zwar sind die Preisträger des Wirtschaftspreises immer als Letztes an der Reihe, aber sie sind ansonsten vollkommen gleichberechtigt. So sitzen sie mit den anderen Preisträgern auf der Bühne und später beim Bankett im Stadshuset am Ehrentisch.

## Preisträger
Eine deutliche Mehrheit der Preisträger stammt aus den Vereinigten Staaten. Besonders stark vertreten waren bislang Ökonomen von der Universität Chicago, von der insgesamt zehn Preisträger kamen. In den Jahren 1990 bis 1993 kam sogar jedes Jahr einer der Preisträger von dieser Hochschule. Auch andere amerikanische Universitäten sind sehr stark vertreten: die University of California stellte bislang fünf Preisträger, die Hochschulen Columbia University, Princeton University, Harvard University und das Massachusetts Institute of Technology (MIT) waren jeweils viermal vertreten.
Bislang ging der Preis ganz überwiegend an Männer. Elinor Ostrom (2009), Esther Duflo (2019) und Claudia Goldin (2023) sind bislang die einzigen Preisträgerinnen. Während Erstere sich den Preis jeweils mit einem Mann teilten, ist Goldin die erste Frau, die den Preis alleine gewann.
Herbert A. Simon war 1978 der erste Nichtökonom, der diesen Preis gewann. Seinen PhD erwarb er in Politikwissenschaften, jedoch ist sein Einfluss in der Wirtschaftswissenschaft bedeutend.

## Kontroversen

### Kontroverse um den Preis

#### Positive Reaktionen
Der Spiegel schrieb anlässlich der ersten Vergabe, er korrigiere den Irrtum Nobels, dass die Wirtschaftswissenschaft für den Fortschritt der Menschheit ohne Belang sei.
Einige Preisträger nannten nach ihrer Auszeichnung positive Aspekte des Preises. George Akerlof, im Jahr 2001 ausgezeichnet, nannte den Preis eine Ermutigung für weitere Arbeiten. Joseph Stiglitz äußerte, der Preis diene der öffentlichen Aufklärung und verleihe ökonomischen Ideen Aufmerksamkeit, die sie sonst nicht erhalten würden. Er merkte ironisch an: „Die Ökonomie ist die einzige Wissenschaft, in der sich zwei Menschen einen Nobelpreis teilen können, weil ihre Theorien sich gegenseitig widerlegen.“

#### Kritik am Preis
Der Preis ist aus verschiedenen Gründen umstritten. Insbesondere die annähernde Gleichstellung mit den Nobelpreisen wirft die Frage auf, ob der Preis im Sinne Nobels ist und ob es angemessen ist, den Wirtschaftswissenschaften eine solche herausragende Stellung zu geben. Ein vorgebrachtes Argument ist, der Preis sei nicht im Sinne Nobels, da dieser eine Abneigung gegen die Wirtschaftswissenschaft gehegt habe und dieser mutmaßlich nicht eine vergleichbare Bedeutung wie den von ihm selbst gewählten Kategorien gesehen hätte. Weiterhin wird oft das Argument vorgebracht, die Wirtschaftswissenschaft sei als angewandte Wissenschaft nicht auf einer Ebene anzusiedeln wie die grundlegenden Wissenschaften, die Nobel als preiswürdig erachtet hatte. Auch Nobels Verwandte sowie Mitglieder anderer Vergabegremien äußerten sich negativ zur Einrichtung des Preises.
Der Hauptkritikpunkt an dem Preis ist, dass er nicht nur Nobels Namen trägt, sondern auch durch Vergabeprozedur und Verleihungszeremonie in der Öffentlichkeit als Nobelpreis wahrgenommen wird. Kritiker bezweifeln, dass Nobel die Einrichtung eines solchen Preises gewollt hätte. Als Indiz dafür gilt ein Brief, den 2001 vier Urenkel seines Bruders Ludvig veröffentlichten und in dem Nobel schreibt: „Es gibt nicht den geringsten Grund, warum ich, der ich für das Kaufmännische nicht ausgebildet bin und es von Herzen hasse, damit fortfahren sollte.“ Das Zitat wird in der deutschsprachigen Presse oft abgekürzt mit: „Ich habe keine Wirtschafts-Ausbildung und hasse sie von Herzen.“
Zu den Gegnern des Preises zählen auch Nachfahren Nobels. Unter anderem äußerte Peter Nobel, ein Menschenrechtsaktivist und Urgroßneffe von Alfred Nobel, im Jahr 2005, sein Vorfahr hätte diesen Preis nie gewollt. Er nannte den Preis einen „PR-Coup“ von Wirtschaftswissenschaftlern, um deren Ansehen zu verbessern. Allerdings hatte das älteste Mitglied der Familie, Nobel-Nichte Marta, vor der Einrichtung des Preises seiner Einrichtung unter dem schließlich gewählten Namen zugestimmt.
Für eine Abschaffung des Preises sprach sich der frühere schwedische Finanzminister Kjell-Olof Feldt aus. Er wurde später Vorstand der Schwedischen Nationalbank, die den Preis gestiftet hatte.
Für eine Abschaffung plädierte auch der schwedische Ökonom Gunnar Myrdal, Preisträger 1974. Er äußerte, der Preis werde auch an „reaktionäre“ Personen verliehen, wie Friedrich Hayek (mit dem er sich den Preis 1974 teilte) und Milton Friedman im Jahre 1976.
Die Tatsache, dass die 1983 verstorbene Ökonomin Joan Robinson nie mit dem Preis ausgezeichnet wurde, sahen Kritiker als Indiz für die Tendenz des Komitees, Mainstream-Ökonomen zu bevorzugen.
In seiner Rede vor dem Festbankett sagte Friedrich Hayek 1974, wenn er gefragt worden wäre, hätte er sich gegen die Schaffung dieses Preises ausgesprochen. Zwar werde seine Befürchtung, das Komitee würde nur aktuellen wissenschaftlichen Trends folgen, durch seine Auszeichnung widerlegt; er befürchte aber, dass der Preis einem Preisträger eine Autorität verleihe, die in den Wirtschaftswissenschaften kein einzelner Mensch besitzen sollte. Während das in den Naturwissenschaften nicht schade, weil die Fachkollegen einer Kompetenzüberschreitung Einhalt geböten, übe der Ökonom auch Einfluss auf Laien aus. Daher sei er fast dazu geneigt, einen Eid für Preisträger vorzuschlagen, ihre Kompetenz in öffentlichen Äußerungen nicht zu überschreiten.
Paul Samuelson, Wirtschaftswissenschaftler am Massachusetts Institute of Technology und im Jahr 1970 mit dem Preis bedacht, wurde zehn Jahre vor Einrichtung des Preises von der Schwedischen Nationalbank nach seiner Meinung über einen solchen Preis gefragt. Er äußerte beim Nobelpreisträgertreffen 2004 in Lindau, dass er davor gewarnt habe, dass „die Vergabe von Anerkennungen an eine Elite eine größere Gruppe von preiswürdigen Wissenschaftlern von der Ehre ausschließen würde, deren Forschungsergebnisse sich in Qualität und Quantität jedoch nur wenig, wenn überhaupt, unterschieden“.
Aus wissenschaftssoziologischer Sicht trägt der Preis zur breiteren Wahrnehmung der Wirtschaftswissenschaften bei, gerade im Vergleich zu anderen Sozialwissenschaften wie der Politikwissenschaft oder der Soziologie. Der Preis steigert das symbolische Kapital der Preisträger innerhalb und außerhalb der Wirtschaftswissenschaft, wovon insbesondere US-amerikanische Ökonomen profitieren, die mit großem Abstand die meisten Preisträger stellen. Viele Preisträger – darunter Milton Friedman und Paul Krugman – nutzten oder nutzen das so gewonnene symbolische Kapital auch für politische Interventionen.

### Kontroversen um bestimmte Preisträger
Milton Friedman wurde im Jahr 1976 für seine Arbeiten zum Monetarismus ausgezeichnet. Dies verursachte internationale Proteste, vor allem bei der radikalen Linken, die eine Verbindung zu seiner sechs Tage dauernden Reise nach Chile sah, wo er Vorlesungen zur Inflation gab und sich mit Regierungsmitgliedern traf, unter anderen mit Diktator Pinochet. Die vier Nobelpreisträger George Wald (Medizin), Linus Pauling (Chemie, Frieden), David Baltimore (Medizin) und Salvador Luria (Medizin) schrieben wegen der Preisverleihung im Jahr 1976 einen Protestbrief an die New York Times.
Die Preisverleihung an John Forbes Nash im Jahr 1994 soll wegen seiner bekannten psychischen Erkrankung und seiner antisemitischen Tendenzen Diskussionen innerhalb des Komitees verursacht haben. Später wurden die Regeln für die Besetzung des Komitees verändert. Das Amt der Mitglieder war vorher zeitlich nicht begrenzt, jetzt gehören sie für einen Zeitraum von drei Jahren dem Komitee an.
Robert Aumann und Thomas Schelling erhielten den Preis im Jahr 2005 für Arbeiten zur Spieltheorie, angewendet auf militärische Konflikte. Aumann hatte darauf basierend gegen den Abbau der Siedlungen im Westjordanland plädiert. Eine von Wissenschaftlern aus 50 Ländern unterschriebene Petition kritisierte die Verleihung.
1997 wurden die US-Ökonomen und Mitinitiatoren des amerikanischen Hedgefonds Long-Term Capital Management (LTCM), Robert Carhart Merton und Myron S. Scholes, für eine neue Methode bei der Bewertung von Finanzderivaten ausgezeichnet. Im Jahr darauf lösten Fehlspekulationen dieses Hedgefonds beinahe einen Kollaps des internationalen Finanzsystems aus. Nur dank milliardenschwerer Kapitalspritzen zahlreicher Banken wurden damals schwerwiegende Folgen verhindert. Der Fonds LTCM wurde im Jahr 2000 endgültig aufgelöst.
Die Preisverleihung im Jahr 2008 an Paul Krugman, einem Kritiker von George W. Bush, löste eine Debatte über eine Bevorzugung von linken Ökonomen aus. Darauf stellte das Komitee fest, es habe niemals eine politische Haltung eingenommen.
Ulrike Herrmann kritisierte, dass Eugene Fama für seine Theorie, dass es weder Herdenverhalten an Finanzmärkten noch Finanzblasen geben könne, die durch den Crash von 2007/2008 widerlegt gewesen sei, 2013 den Preis bekam. Bereits 1995 hatte Robert E. Lucas ihn schon erhalten für seine „Theorie der rationalen Erwartungen“, die nur funktioniere, wenn die gesamte Weltwirtschaft aus nur einem einzigen Konsumenten bestehe und dieser zugleich der einzige Produzent sei.

### Kontroverse um den Zeitpunkt der Auszeichnungen
Verschiedentlich wird kritisiert, das Preiskomitee sei nicht mutig genug und zeichne Preisträger meist erst lange nach ihren preiswürdigen Arbeiten aus, wenn die Preisträger ohnehin schon zu Ruhm gekommen sind. Tatsächlich sind die Preisträger bei der Auszeichnung durchschnittlich 67 Jahre alt, so alt wie in keiner der Nobelpreis-Disziplinen. Offer und Söderberg weisen nach, dass bis 2005 nur zwei Preisträger durch die Auszeichnung noch nennenswert an wissenschaftlichen Zitaten gewonnen haben. Peter Eglund, der ehemalige Generalsekretär des Auswahlkomitees, sagt dazu in der F.A.S.: „Wir geben Preise für alte Ideen“.